# ポントゥス・ヴェアンブローム
ポンタス・アンデシュ・ミカエル・ウェルンブローム（Pontus Anders Mikael Wernbloom, 1986年6月25日 - ）は、スウェーデン・クングエルブ出身の元サッカー選手。現役時代のポジションはMF。

## クラブ経歴

### キャリア初期

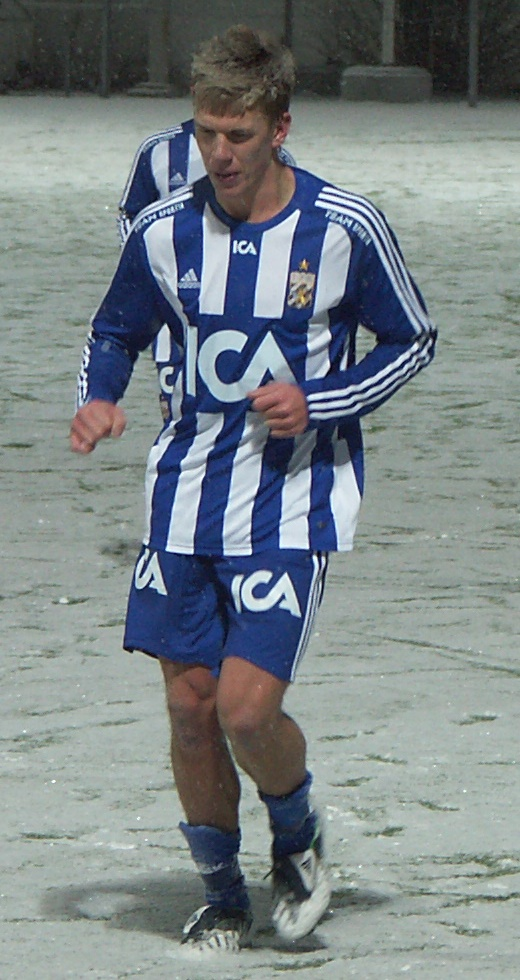
IFKヨーテボリでのポントゥス

地元のIKコンガヘッラを経て、2004年からIFKヨーテボリのユースチームに所属し、2005年にトップチームに昇格。同シーズン終了後にホーカン・ミルドが引退したため翌2006年シーズンの開幕戦を先発で迎えたが、シーズン中に監督が交代すると新監督の下でチームのプレースタイル変更がなされたことで居場所を確保するのに苦労した。その後、2007年夏にストライカーのマルクス・ベリがFCフローニンゲンへ去ったことに伴い、FWへポジション変更したことで再び先発の座を掴み、ニクラス・アレクサンデション, ヨナス・ウォレルステット, ステファン・サレコヴィッチらと共にリーグ優勝に貢献。一方で国内カップ戦には決勝戦まで進出したものの、セザル・サンチン, パトリック・インゲルステンの得点によりカルマルFFに0-3で破れ惜しくも2冠達成とはいかなかった。
2008年シーズンも同様にFWで起用され昨季より2得点多い8得点を決めるも、カルマルFFとIFエルフスボリに次ぐ3位に終わった。しかし、再びカルマルFFとの対戦となった国内カップ戦決勝ではPK戦（5-4勝利）の末に下しタイトルを獲得。また、このPK戦ではペッテル・ヴァストが守るゴールにウェルンブロームが勝利を決定する最後のPKを決めている。翌2009年シーズンはトップ下へポジションを変更すると、夏の中断期間までの間に5得点を挙げ、クラブ内でサレコヴィッチ, トビアス・ヒーセンに次ぐ得点源となっていた。

### AZ
2009年4月、エールディヴィジ王者のAZアルクマールと4年契約を締結。移籍金3000万スウェーデン・クローナであり、1年間の契約延長が取り付けられていた。シーズン序盤は怪我が原因で主に控えだった（そのためヨハン・クライフ・スハールでSCヘーレーフェーンを下した試合（5-1勝利）で出番はなかった）ものの、12月にディック・アドフォカート監督が新たに就任すると先発に名を連ねることが増えていき、加入1シーズン目は最終的に23試合に出場し、UEFAヨーロッパリーグ 2010-11予選出場権獲得となる5位でシーズンを終えることに貢献した。また、同シーズンでは2009年8月2日のFCフローニンゲン戦でリーグ戦初出場を果たし、2010年2月21日のVVVフェンロ戦（アウェイ3-3）でリーグ戦初得点を記録した。
2010年夏にアドフォカート監督がロシア代表監督に就任したことによりヘルトヤン・フェルベーク監督を新たに迎えた2010-11シーズンは、フェルベーク監督の下でマールテン・マルテンス, ヨーハン・ベルク・グズムンドソン, そして同胞のラスムス・エルムと共に中盤を形成し主に右の中盤中央で起用されていくことになる。カザフスタン1部のFCアクトベとのUEFAヨーロッパリーグ 2010-11プレーオフで2試合（合計3-2）共に得点を挙げ本大会進出に貢献するも、グループリーグで敗退し早々に姿を消した。一方リーグ戦では最初の5試合で勝ち点僅か3と苦しい序盤となったが、その後のチームは前半戦の最後の試合を落としたのみと躍進。後半戦は度々試合を落としながらも上位に踏みとどまり、最終的にシーズンを4位で終え、再びUEFAヨーロッパリーグ予選出場権を獲得した。
2011-12シーズンはリーグ戦で4得点、UEFAヨーロッパリーグ 2011-12予選では4試合2得点とヨーテボリ時代を思わせる得点力を見せ、また本戦のグループリーグでも2得点を挙げた。チームとしては僅か1勝だったものの5試合引き分けと無敗でグループリーグを突破している。

### CSKAモスクワ
2012年1月7日、ロシア・プレミアリーグのPFC CSKAモスクワへの移籍が合意に達したと報道され、1月10日に代理人が署名をしたと発表。1月19日、公式サイトで正式に発表され4年半の契約で移籍した。移籍金はtransfermarkt.deによると300万ユーロで、冬の中断期間中に行われていたスペイン合宿に参加をした。2012年2月21日、UEFAチャンピオンズリーグ 2011-12ベスト16のレアル・マドリード戦で移籍後初出場。同試合は28分にクリスティアーノ・ロナウドに得点 (0-1) を決められ、そのまま終わるかに思われたが、後半48分にアレクセイ・ベレズツキーによるヘディングからのパスを右足でボレーシュートで得点 (1-1) を決め第2戦に望みをつなぐ活躍を見せた。
3月上旬にリーグ戦初出場し、シーズン終了時にはレギュラーを掴み成功したが、チームとしては最終節戦のFCルビン・カザン戦（1-3敗北）に敗れ、さらにスパルタク・モスクワがロコモティフ・モスクワを下したことで3位に終わり、UEFAチャンピオンズリーグ 2012-13出場権を逃した。

### PAOK
2018年8月16日、PAOKへ3年契約でフリー移籍。

### ヨーテボリ復帰
2020年8月21日、IFKヨーテボリに復帰した。2021年7月14日、現役引退を表明した。

## 代表経歴
2006年5月、トミー・セデベリ監督とヨルゲン・ランナルトソン監督の下でU-21代表に初招集され、デビュー戦となった24日のU-21ポーランド戦（3-1勝利）では、ペッテル・アンデション, ビョルン・ルンストレーム, オスカル・ヴェントらと共にプレーし、初得点にして先制点を挙げた。その後も中心選手として出場を重ねていくとUEFA U-21欧州選手権2009のメンバーに選出され、PK戦の末に敗退することになるU-21イングランドとの準決勝まで駒を進めた。
U-21代表での活躍から2007年1月の南米ツアーへ向けてラーシュ・ラーゲルベック監督率いるA代表に初招集され、1月18日のエクアドル代表戦で初出場を果たした。2010年9月3日に行われたUEFA EURO 2012予選のハンガリーとの初戦（2-0）では、代表初得点を含む2得点を挙げ勝利に導いた。2011年10月の最終節のオランダ戦では途中出場だったものの、全勝と圧倒的な強さを誇っていた相手に初黒星をつける快挙、そして全予選グループで最も成績が良い2位チームとなったことで、プレーオフを経ず本大会進出が決定した瞬間をピッチ上で味わった。

## タイトル
クラブ
IFKヨーテボリ
- アルスヴェンスカン : 2007
- スウェーデンカップ : 2008
- スヴェンスカ・スーペルクーペン : 2008

AZアルクマール
- ヨハン・クライフ・シャール : 2009

PFC CSKAモスクワ
- ロシア・プレミアリーグ : 2012-13, 2013-14, 2015-16
- ロシア・カップ : 2012-13
- ロシア・スーパーカップ 2013, 2014

PAOK
- ギリシャ・スーパーリーグ : 2018-19
- キペロ・エラーダス : 2018-19

個人
- スウェーデン年間最優秀MF賞 : 2010[18]